# Danze delle Quattro Province

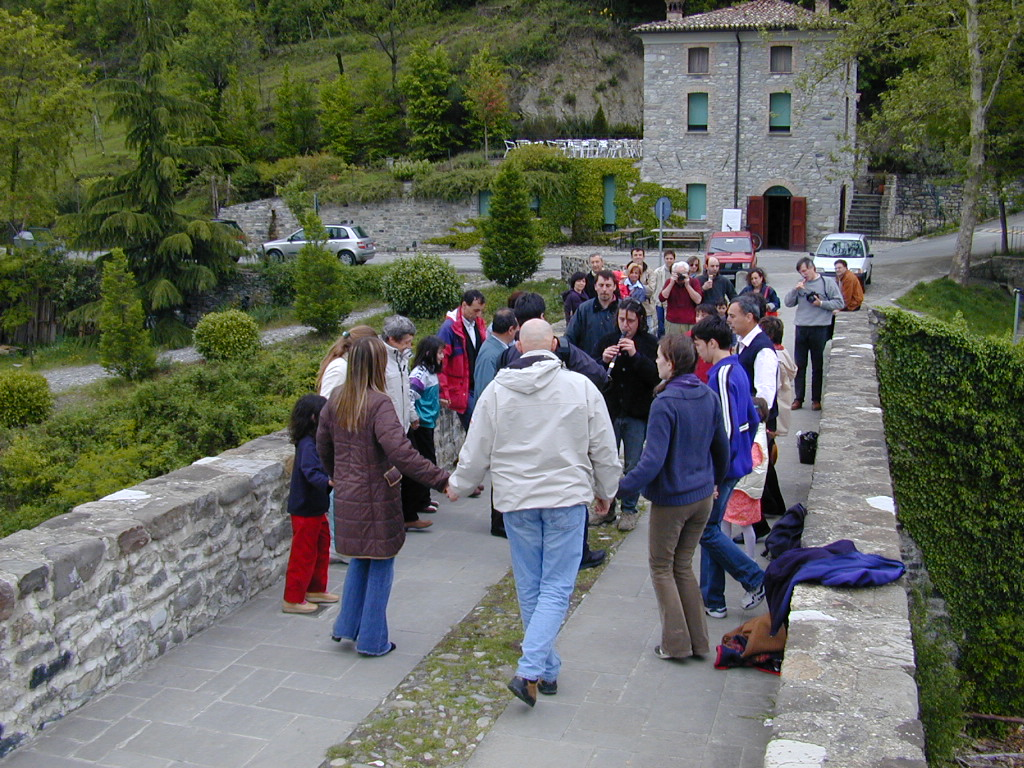
Ballerini sul Ponte Gobbo di Bobbio (PC)

Le danze delle Quattro Province sono un repertorio di balli diffusi su un'area culturale omogenea che comprende le zone montane delle province di Genova, in Liguria (alta val Trebbia, alta valle Scrivia, val d'Aveto e val Fontanabuona), Alessandria, in Piemonte (val Borbera e val Curone), Pavia, in Lombardia (valle Staffora) e Piacenza, in Emilia-Romagna (val Trebbia, val Boreca, alta val Nure, val Tidone e val Luretta).

## Caratteristiche
Il particolare isolamento geografico delle alte vallate ha fatto sì che la tradizione sia arrivata intatta sino ai nostri giorni, sia nel repertorio musicale sia in quello coreutico.
Le melodie sono eseguite dal piffero (oboe popolare ad ancia doppia), accompagnato oggi dalla fisarmonica e fino agli anni trenta dalla müsa (cornamusa appenninica). La loro presenza è indispensabile: non ci sono feste o altre occasioni in cui si balli con musica registrata.
La codifica di questo repertorio è molto recente e tuttora in corso, essendo danze tradizionali su melodie tradizionali che venivano tramandate oralmente e insegnate sull'esempio dei più esperti o anziani. Con la facilità di comunicazione e le possibilità tecniche odierne è in atto un ampliamento e una diffusione della conoscenza sia delle musiche che delle danze, anche al di fuori delle aree tradizionali, con un conseguente appiattimento delle danze e dello stile che un tempo avevano peculiari caratteristiche, anche sostanziali differenze, a seconda dei vari paesi o vallate ed oggi vengono danzate in modo pressoché identico ovunque.
Pur essendo una zona geograficamente ristretta questo repertorio ha avuto una discreta diffusione nell'ambito della musica e delle danze tradizionali, sia in Italia che nei paesi europei, in particolare in Francia.
Le danze, tutte caratterizzate dal "passo delle Quattro Province", si possono suddividere in tre gruppi: di coppia, di cerchio e coreografiche.

## Le danze di coppia
Sono le più recenti. Mutuate dal liscio, comprendono valzer, mazurca e polca. Mentre valzer e mazurche sono ballati in modo abbastanza simile al liscio, la polca, detta a saltini, è eseguita in una particolare maniera con il tipico "passo delle Quattro Province".

## Le danze di cerchio
Momento di unione della comunità si svolgono in cerchio, in alcuni casi con scambio delle coppie. Davano l'opportunità, un tempo, di fare la conoscenza coi ballerini dell'altro sesso. Comprendono la piana, l'alessandrina, la monferrina.

## Le danze coreografiche
Sono le più antiche.
Comprendono la giga, che si balla in due versioni: giga a due, danza che vede un cavaliere portare al ballo due dame e la giga a quattro, con due cavalieri e quattro dame. Vi è inoltre il ballo della povera donna eseguito da una coppia uomo/donna e principalmente a carnevale, da due uomini di cui uno travestito da moglie. 
Danze come la sestrina sono andate perse mentre rarissimo è il perigordino e sembra essere stata ricostruita la bisagna, ballo andato perduto nel XIX secolo.

## Passo delle Quattro Province
Questo passo, che esiste con questa struttura solo in questa zona, dà il caratteristico movimento a queste danze. Composto di tre appoggi, il primo lungo e gli altri due corti con rimbalzo, obbliga a staccare velocemente i piedi da terra e dà la possibilità ai ballerini di muoversi, come spesso succede, su terreni disagevoli come selciati, prati, vie, cortili. La velocità delle musiche e la difficoltà del passo richiedono discrete doti atletiche e di coordinazione, che rendono questo repertorio molto apprezzato dai bravi danzatori e discretamente conosciuto anche all'estero, in particolare in Francia.

## Parti del ballo
Le danze coreografiche e quelle di gruppo sono composte da piccoli schemi che si ripetono e vanno a comporre la struttura coreutica. 
- Passeggiata: movimento dei ballerini sul cerchio col passo delle Quattro Province, fatta tenendosi per mano è sempre di otto passi, che possono essere tutti nella stessa direzione o quattro di andata e altrettanti di ritorno.
- Balletto: si esegue da fermi, in coppia, in cerchio o in linea, è sempre di otto passi. Il balletto è il momento in cui i ballerini possono mostrare la loro perizia, alternando passi diversi, costruendo le proprie varianti, dialogando con il partner.

## Discografia
- 1982: La Ciapa Rusa - Ten da chent l'archet che la sunada l'è longa, Madau dischi
- 1984: Barabàn - Musa di pèlle, pinfio di legno nero..., Madau Dischi
- 1986: I Suonatori delle Quattro Province -Musica tradizionale dell'Appennino, Robi Droli
- 1987: Barabàn - Il valzer dei disertori, ACB
- 1988: I Suonatori delle Quattro Province - Eiv' vustu u luvu?, Robi Droli
- 1989: AA.VV. - Canti e musiche popolari dell’Appennino pavese. I canti rituali, i balli, il piffero, ACB
- 1993: I Suonatori delle Quattro Province - Racconti a colori, New Tone Records
- 1994: Stefano Valla e Franco Guglielmetti - Traditions of the oboe = Traditions du piffero, Silex mosaïque
- 1995: Tre Martelli - Omi e Paiz, Robi Droli
- 1999 I Suonatori delle Quattro Province - Notte a tre zeri, Audiar Produzioni
- 2001: I Müsetta - La vulp la vâ 'ntla vigna, Folkclub-Ethnosuoni
- 2002: Stefano Faravelli e Franco Guglielmetti - Antiquae: danze delle 4 province, Spazio libero
- 2003: Enerbia - Così lontano l'azzurro, EDT
- 2004: Musicisti Vari - Tilion, Folkclub-Ethnosuoni
- 2001: Valla-Scurati - E prima di partire, Buda Musique-Parigi
- 2005: Valla-Scurati - Segni, Buda Musique-Parigi
- 2007: Musiche selvagge - Sentré, ACB
- 2009: Enerbia - La Rosa e la Viola, Le vie del Sale